# Jala Brat
Jasmin Fazlić, mer känd som Jala och Jala Brat, född 16 oktober 1986 i Sarajevo i dåvarande Jugoslavien, nuvarande Bosnien, är en bosnisk rappare.

## Eurovision Song Contest
Den 25 november 2015 meddelades det att BHRT valt ut Jala till att representera Bosnien-Hercegovina i Eurovision Song Contest 2016 i Stockholm tillsammans med musikerna Deen, Dalal Midhat-Talakić och Ana Rucner. Kvartettens låt "Ljubav je" presenterades den 19 februari 2016.
De framförde bidraget i den första semifinalen i Globen den 10 maj 2016, men det gick inte till final.

## Diskografi

### Singlar
- 2016 - "Ljubav je"